# Jasmin (langage)
Pour les articles homonymes, voir Jasmin (homonymie).
Jasmin est un langage d'assemblage d'instructions de la machine virtuelle Java, ou de façon plus concise, un assembleur de bytecode Java.
Jasmin a été créé par Jon Meyer et Troy Downing pour accompagner leur ouvrage JAVA Virtual Machine. 
Cet ouvrage est aussi connu sous le nom informel du "livre au bocal à poisson rouge" (en anglais "goldfish bowl book") - en référence au classique sur la compilation, le livre au dragon rouge (en anglais Red Dragon Book) de Alfred V. Aho et al.
Le nom de Jasmin fait quant à lui référence au thé au jasmin, clin d'œil au jeu de mots sur le sens argotique de Java : café.